# Хон Сансу
Хон Сансу (кор. 홍상수, 25 декабря 1960 года, Сеул) — южнокорейский кинорежиссёр и сценарист.

## Биография
Родители Хон Сансу — владельцы кинокомпании «Cinetel Soul». Сам режиссёр учился в Университете Чунан, затем в США, где получил степень бакалавра в Калифорнийском художественном колледже и степень магистра в Чикагском институте искусств. Много времени Хон Сансу провёл в Парижской Синематеке. Решающее влияние на него оказал фильм Брессона «Дневник сельского священника».
Вернувшись на родину, Хон Сансу дебютировал в режиссуре в возрасте 35 лет с фильмом «День, когда свинья упала в колодец» (1996), получившим хороший прием. В 2004 году лента «Женщина — будущее мужчины» (2004) стала первой картиной режиссёра, попавшей в конкурсную программу Каннского кинофестиваля. Фильмы Хон Сансу также участвовали в других международных кинофестивалях — Берлинском, Венецианском и Локарнском.
В 2010 году режиссёр получил премию программы «Особый взгляд» Каннского фестиваля за фильм «Хахаха» (2010), в 2013 — премию «Серебряный леопард» за лучшую режиссуру (фильм «Наша Сонхи»), а в 2015 — премию «Золотой леопард» за фильм «Прямо сейчас, а не после» на Международном кинофестивале в Локарно.
Творчеству Хон Сансу посвящён ряд материалов в французском журнале Cahiers du cinéma, который шесть раз включал его картины в Топ-10 лучших фильмов разных лет. В 2007 и 2011 годах ретроспективы режиссёра были показаны во Французской синематеке.

### Стиль
В фильмах Хон Сансу можно встретить ряд общих стилистических элементов. Как правило, картины режиссёра репрезентируют события в подчеркнуто реалистической манере. Созданные им персонажи обычно ходят по городу, пьют соджу и занимаются сексом. Главные же герои часто являются кинематографистами — режиссёрами или актёрами.

Я стараюсь подобраться к реальной жизни как можно ближе. Каким образом? Используя подробности моей жизни, то, что я услышал от других людей, которых я знаю или только что встретил. Я всегда смешиваю различные источники, но они никогда не ведут именно ко мне, хотя все выглядит так, будто все это произошло со мной. Я хочу, чтобы все было так. Я понял это, когда мне было двадцать три года, и я писал сценарий, основанный на реальной истории. Я был очень напряжен, даже пошевелиться не мог. Мне нужна была некая дистанция. Точно также мои фильмы не являются параллельными линиями к реальности. То, что я, как правило, делаю — это следую указателю к реальности, избегая её в самую последнюю секунду.
— из интервью, которое Хон Сансу дал журналу Cinema Scope

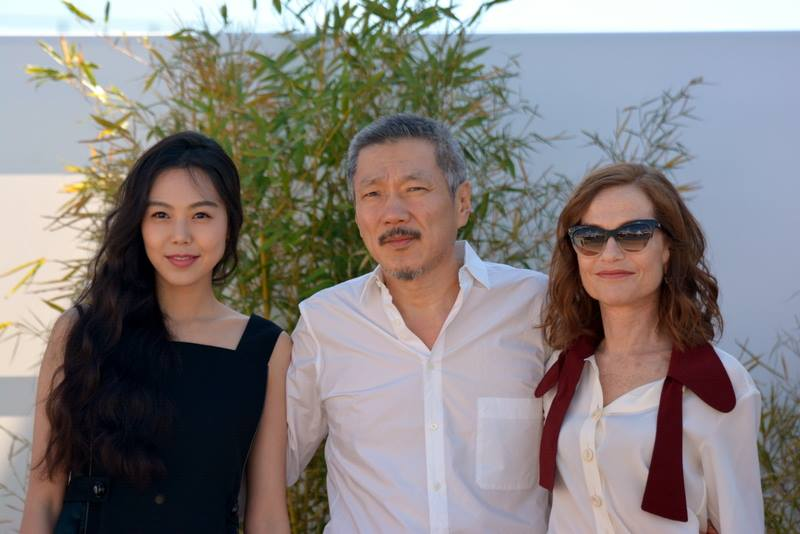
Ким Минхи (слева), Хон Сансу и Изабель Юппер на Каннском кинофестивале 2017 года, где прошла премьера фильма «Камера Клэр» с участием обеих актрис

Сцены в фильмах Хон Сансу, как правило, состоят из одного непрерывного плана-эпизода, нередко сопровождаемого зумом камеры. По словам самого режиссёра, зумирование позволяет приблизиться к актёрам без прерывания эпизода и создать особый ритм в этой непрерывности.
Самобытность Хон Сансу обнаруживается в сравнении его работ с традиционным жанром корейской песни пхансори, которая предполагает эпизодичность, повторы одних и тех же моментов или мотивов, пренебрежение хронологическим порядком, субъективное повествование. Именно с формой фильмов Хон Сансу связывается его новаторство в плане киноязыка. Эту форму теоретик кино Дэвид Бордуэлл называет «оригинальной нарративной архитектурой», главным отличием режиссёра от остального Азиатского минимализма. Несмотря на сходство с фильмами-представителями Азиатского минимализма (это эллиптические повествования о повседневной жизни в непрерывных планах-эпизодах), кинематограф Хон Сансу выделяется за счет «геометрического» повествования, которое предполагает повторения и симметрию в истории.
Съемочный процесс Хон Сансу также отличается самобытностью и спонтанностью: режиссёр пишет сценарий на день съёмок утром этого же дня и нередко меняет историю во время самих съемок. В интервью, данному журналу Cinema Scope, режиссёр заявлял: «я приступаю к съемкам практически без всего, то есть, чаще всего, имея всего две составляющие: локацию и актёров».
Стиль фильмов Хон Сансу часто сравнивают с творчеством Эрика Ромера из-за схожести мотивов в их работах: например, когда в кадре показываются отношения между полами и звучит большое количество диалогов. Есть также убеждение, что аллюзии на картины Ромера появляются в некоторых работах Хон Сансу: так, курорт в «Женщине на пляже» (2006) намекает на «Колено Клер». Сам режиссёр говорит, что большое влияние на него оказали такие писатели, как Хемингуэй, Чехов и Достоевский, а среди художников — Сезанн.

## Фильмография
- «Молодой мистер Линкольн»

| Год  |   | Русское название                   | Оригинальное название      | Роль                          |
| ---- | - | ---------------------------------- | -------------------------- | ----------------------------- |
| 1996 | ф | День, когда свинья упала в колодец | 돼지가 우물에 빠진 날      | режиссёр, сценарист           |
| 1998 | ф | Сила провинции Кангвон             | 강원도의 힘                | режиссёр, сценарист           |
| 2000 | ф | О! Су Чжон!                        | 오! 수정                   | режиссёр, сценарист           |
| 2002 | ф | Вращающиеся ворота                 | 생활의 발견                | режиссёр, сценарист           |
| 2004 | ф | Женщина — это будущее мужчины      | 여자는 남자의 미래다       | режиссёр, сценарист           |
| 2005 | ф | История кино                       | 극장전                     | режиссёр, сценарист           |
| 2006 | ф | Женщина на пляже                   | 해변의 여인                | режиссёр, сценарист           |
| 2008 | ф | Ночь и день                        | 밤과 낮                    | режиссёр, сценарист           |
| 2009 | ф | Будто ты всё знаешь                | 잘 알지도 못하면서         | режиссёр, сценарист           |
| 2010 | ф | Ха-ха-ха                           | 하하하                     | режиссёр, сценарист, продюсер |
| 2010 | ф | Фильм Оки                          | 옥희의 영화                | режиссёр, сценарист, продюсер |
| 2011 | ф | День, когда он придёт              | 북촌 방향                  | режиссёр, сценарист, продюсер |
| 2012 | ф | В другой стране                    | 다른 나라에서              | режиссёр, сценарист, продюсер |
| 2013 | ф | Наша Сон Хи                        | 우리 선희                  | режиссёр, сценарист, продюсер |
| 2013 | ф | Ничья дочь Хэвон                   | 누구의 딸도 아닌 해원      | режиссёр, сценарист, продюсер |
| 2014 | ф | Холм свободы                       | 자유의 언덕                | режиссёр, сценарист, продюсер |
| 2015 | ф | Прямо сейчас, а не после           | 지금은맞고그때는틀리다     | режиссёр, сценарист, продюсер |
| 2016 | ф | Ты сам и твоё                      | 당신 자신과 당신의 것      | режиссёр, сценарист, продюсер |
| 2017 | ф | Ночью у моря одна                  | 밤의 해변에서 혼자         | режиссёр, сценарист, продюсер |
| 2017 | ф | На следующий день                  | 그 후                      | режиссёр, сценарист, продюсер |
| 2017 | ф | Камера Клэр                        | La caméra de Claire        | режиссёр, сценарист, продюсер |
| 2018 | ф | Трава                              | 풀잎들                     | режиссёр, сценарист, продюсер |
| 2018 | ф | Отель у реки                       | 강변 호텔                  | режиссёр, сценарист, продюсер |
| 2020 | ф | Женщина, которая убежала           | 도망친 여자                | режиссёр, сценарист, продюсер |
| 2021 | ф | Вступление                         | 인트로덕션                 | режиссёр, сценарист, продюсер |
| 2021 | ф | Прямо перед тобой                  | 당신 얼굴 앞에서           | режиссёр, сценарист, продюсер |
| 2022 | ф | Фильм писательницы                 | 소설가의 영화              | режиссёр, сценарист, продюсер |
| 2023 | ф | В воде                             | 물안에서                   | режиссёр, сценарист, продюсер |
| 2024 | ф | Нужды путешественника              | 여행자의 필요              | режиссёр, сценарист, продюсер |
| 2025 | ф | Что эта природа говорит тебе       | 그 자연이 네게 뭐라고 하니 | режиссёр, сценарист, продюсер |

## Награды

### Международные кинопремии
| Премия                                      | Год  | Премия                                          | Фильм                              |
| ------------------------------------------- | ---- | ----------------------------------------------- | ---------------------------------- |
| Международный кинофестиваль в Ванкувере     | 1996 | Премия «Драконы и тигры»                        | День, когда свинья упала в колодец |
| Азиатско-тихоокеанский кинофестиваль        | 1997 | Лучший новый режиссёр                           | День, когда свинья упала в колодец |
| Роттердамский кинофестиваль                 | 1997 | Премия «Тигра»                                  | День, когда свинья упала в колодец |
| Международный кинофестиваль в Санта-Барбаре | 1999 | Burning Vision Award                            | Сила провинции Кангвон             |
| Сингапурский международный кинофестиваль    | 1999 | NETPAC-FIPRESCI Special Mention                 | Сила провинции Кангвон             |
| Азиатско-тихоокеанский кинофестиваль        | 2000 | Лучшая режиссура                                | О! Су Чжон!                        |
| Международный кинофестиваль в Токио         | 2000 | Лучший сценарий                                 | О! Су Чжон!                        |
| Кинофестиваль в Сиэтле                      | 2003 | Emerging Masters Showcase Award                 |                                    |
| Кинофестиваль в Мар-дель-Плата              | 2007 | Лучшая режиссура                                | Женщина на пляже                   |
| Каннский кинофестиваль                      | 2010 | Особый взгляд                                   | Ха-ха-ха                           |
| Роттердамский кинофестиваль                 | 2011 | «Возвращение тигра» (Return of the Tiger Award) | Фильм Оки                          |
| Кинофестиваль в Локарно                     | 2013 | Лучшая режиссура                                | Наша Сон Хи                        |
| Кинофестиваль в Локарно                     | 2015 | Золотой леопард                                 | Прямо сейчас, а не после           |
| Кинофестиваль в Сан-Себастьяне              | 2016 | Серебряная раковина лучшему режиссёру           | Ты сам и твоё                      |
| Иерусалимский международный кинофестиваль   | 2017 | Лучший международный фильм                      | Ночью у моря одна                  |
| Кинофестиваль в Лос-Анджелесе               | 2017 | World Fiction Award                             | Ночью у моря одна                  |
| Международный кинофестиваль в Хихоне        | 2018 | Победитель, Лучший сценарий                     | Отель у реки                       |
| Берлинский кинофестиваль 2020               | 2020 | Премия «Серебряный медведь» за лучшую режиссуру | Женщина, которая убежала           |
| Берлинский кинофестиваль 2021               | 2021 | Премия «Серебряный медведь» за лучший сценарий  | Вступление                         |
| Берлинский кинофестиваль 2022               | 2022 | Гран-при жюри                                   | Фильм писательницы                 |
| Берлинский кинофестиваль 2024               | 2024 | Гран-при жюри                                   | Нужды путешественника              |

### Южнокорейские кинопремии
| Премия                            | Год  | Категория                                         | Работа                             |
| --------------------------------- | ---- | ------------------------------------------------- | ---------------------------------- |
| Голубой дракон                    | 1996 | Лучший новый режиссёр                             | День, когда свинья упала в колодец |
| Голубой дракон                    | 1998 | Лучшая режиссура, Лучший сценарий                 | Сила провинции Кангвон             |
| Корейская ассоциация кинокритиков | 1996 | Лучший новый режиссёр                             | День, когда свинья упала в колодец |
| Премия кинокритиков Пусана        | 2000 | Лучший сценарий                                   | О! Су Чжон!                        |
| Премия кинокритиков Пусана        | 2013 | Специальный приз жюри                             | Наша Сон Хи                        |
| Премия кинокритиков Пусана        | 2017 | Главный приз                                      | Ночью у моря одна                  |
| Премия кинокритиков Пусана        | 2017 | Главный приз                                      | На следующий день                  |
| Director’s Cut Awards             | 2006 | Лучшая режиссура                                  | Женщина на пляже                   |
| Buil Film Awards                  | 2010 | Лучшая режиссура                                  | Ха-ха-ха                           |
| Buil Film Awards                  | 2013 | Лучшая режиссура                                  | Наша Сон Хи                        |
| Wildflower Film Awards            | 2015 | Лучшая режиссура, Лучший повествовательный фильмы | Холм свободы                       |
| Wildflower Film Awards            | 2018 | Лучшая режиссура, Лучший повествовательный фильмы | На следующий день                  |